# Wojna syjamsko-wietnamska (1841–1845)
Wojna syjamsko-wietnamska miała miejsce w latach 1841–1845. Terenem konfliktu była Kambodża.
Po wojnie syjamsko-kambodżańskiej toczonej w latach 1831–1834, na tron kambodżański z pomocą Wietnamczyków powrócił król Ang Chan II (1791–1835). Gdy zmarł, nie pozostawiając syna, Wietnamczycy kontynuowali władzę, osadzając na tronie Kambodży jego córkę królową Ang Mei (jedyną królową historii tego kraju). Król Syjamu Rama III planował w 1836 kolejną inwazję, ale została ona zawieszona po mediacjach. Tymczasem Wietnam starał się umacniać swoją pozycję w Kambodży.
W tym celu cesarz Wietnamu Minh Mạng uznał, że konieczna jest wietnamizacja Khmerów i wyrugowanie zwyczajów inspirowanych kulturą hinduistyczną. Miało to na celu uczynienie z Kambodży sojusznika Wietnamu i przygotowanie gruntu pod wietnamską kolonizację. Sprowokowało jednak – już za następnego cesarza Thiệu Trị – reakcję odwrotną, wielkie powstanie, które z syjamską pomocą doprowadziło do upadku wietnamskiej władzy nad Phnom Penh.
Powstanie z roku 1841 zostało stłumione po pół roku walk, ale Rama III, którego celem było osłabienie wpływów wietnamskich w Kambodży, zgromadził armię licząca 50 tys. żołnierzy i zaatakował, uwalniając też przetrzymywanego księcia Duonga, brata króla Ang Chana. Wietnamczycy deportowali królową Mei do Wietnamu i podjęli walkę. Wobec wyrównanych sił przeciwników wojna trwała następne cztery lata, powodując potężnie zniszczenia i depopulację kraju, ale nie przynosząc rozstrzygnięcia. Ostatecznie, Wietnamczycy zagrożeni przez kolonialne ambicje Francji, wystąpili z propozycją negocjacji. Obie strony wycofały swoje wojska (Tajowie zatrzymali część północno-zachodnich prowincji); na tron Kambodży wstąpił Ang Duong (1791–1860), faworyzowany przez Syjam, ale Kambodża miała pozostać neutralnym państwem, klientem obydwu królestw ościennych.